# Max Haselberger
Max Haselberger (* 23. September 1868 in Neutrebbin; † 2. April 1944 in Woltersdorf) war ein brandenburgischer Lehrer und Ortschronist von Woltersdorf.

## Leben
Max Haselberger wuchs im Oderbruch auf dem Bauernhof seines Vaters Friedrich Haselberger auf. Er besuchte nur vier Jahre lang die Dorfschule und begann anschließend in Oranienburg die Ausbildung zum Lehrer. 1889 bestand er seine Lehrerprüfung und wurde an die Schule nach Fresdorf geschickt. 1891 wechselte er ins benachbarte Lagerwisch. Ab 1897 war er Lehrer in Müggelheim. 1902 wurde er nach Friedrichshagen versetzt und bestand dort 1904 seine Rektorenprüfung. Seit 1905 war er Rektor an der Grundschule Velten. 1923 heiratete er Helene Busse, die Witwe des Prähistorikers Hermann Busse, und zog zu ihr nach Woltersdorf. 1924 gab er seine Rektorenstelle in Velten auf und ließ sich auf Wartegeld setzen. Er übernahm bald vom Pfarrer Julius Lamprecht das Projekt einer Ortschronik. 1928 wurde er Vorsitzender des Woltersdorfer Verschönerungsvereins. 1931 konnte er mit Hilfe des Verschönerungsvereins die Woltersdorfer Chronik veröffentlichen. Sie wurde in der Berliner Presse lobend erwähnt. Haselberger trat vor der Zwangsvereinigung des Verschönerungsvereins mit dem örtlichen Verkehrsverein 1935 unter Protest zurück. Er starb drei Tage vor seiner Frau im April 1944.

## Ehrung
Der öffentliche Park am Bauersee ist seit 2021 nach ihm benannt. Der Haselbergergarten wird vom örtlichen Verschönerungsverein und Jugendbeirat gepflegt.
Der Woltersdorfer Verschönerungsverein bietet außerdem das Haselberger-Stipendium an. Mit diesem soll die Heimatforschung bereits für Schüler möglich gemacht werden.